# 江北巡捕房旧址
29°52′41.83″N 121°33′22.03″E / 29.8782861°N 121.5561194°E
江北巡捕房旧址位于中国浙江省宁波市江北区中马路55号，设立于清同治三年（1864年），以行使江北岸商埠区的一切治安、刑事等权力，光绪三十四年（1908年）收回警权，并在改组工程局时撤消巡捕房，现存中式三开间砖木结构三层楼房一幢，1983年9月公布为江北区文物保护单位:263。